# Alcyonidium polypylum
Alcyonidium polypylum is een mosdiertjessoort uit de familie van de Alcyonidiidae. De wetenschappelijke naam van de soort is voor het eerst geldig gepubliceerd in 1941 door Marcus.